# Gösta (museum)

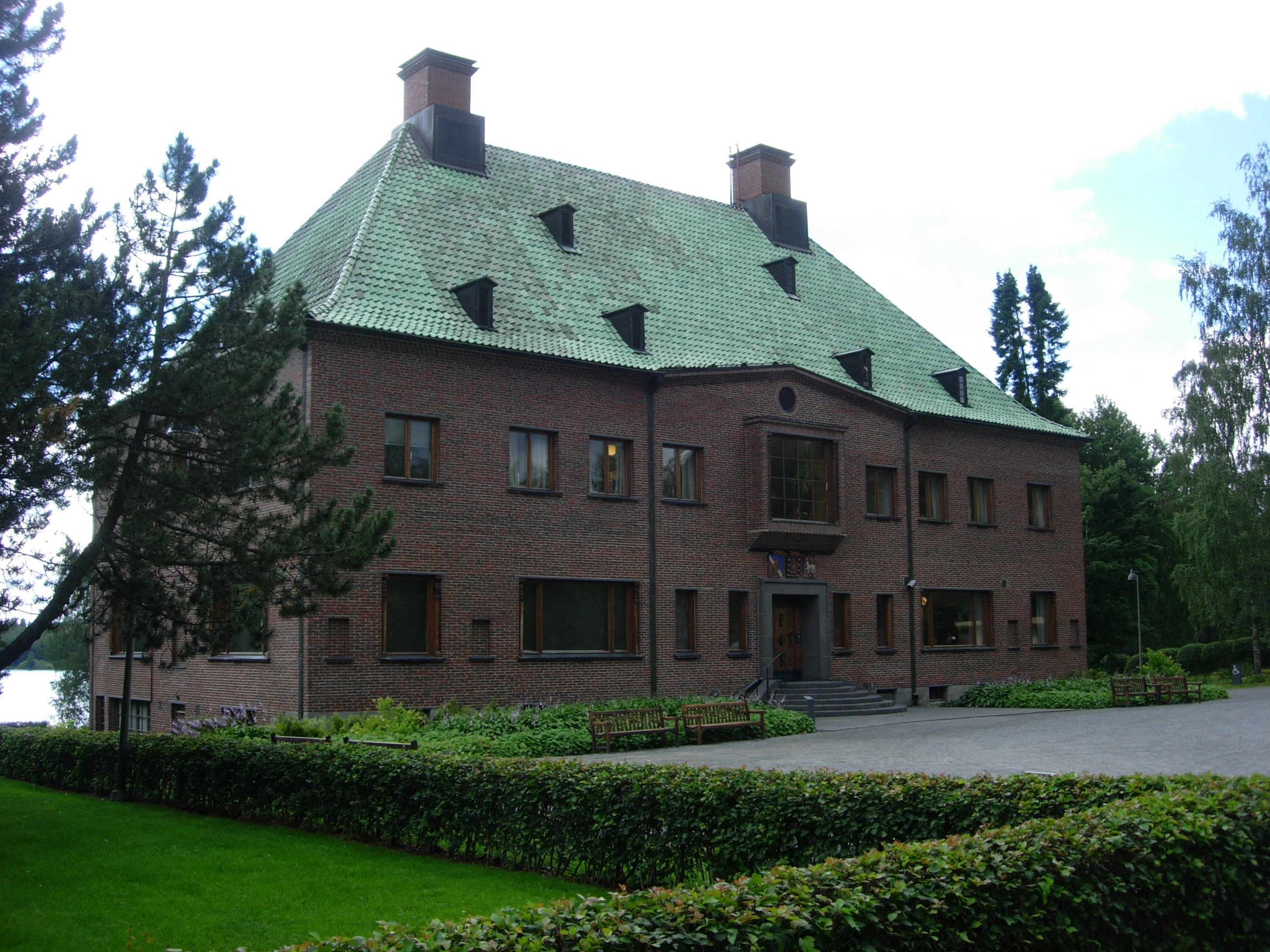
Konstmuseet Gösta

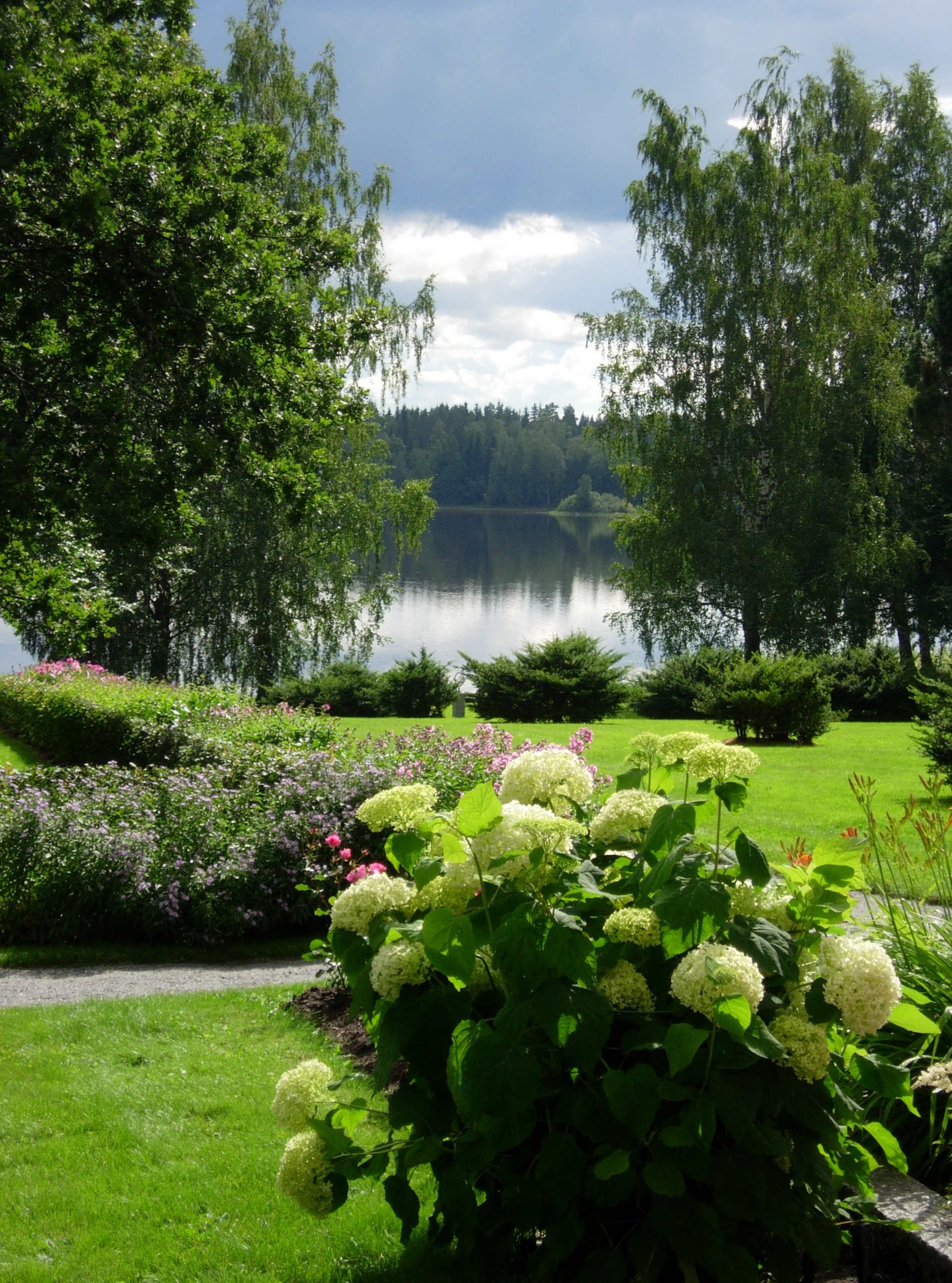
Joenniemi herrgårds park

Gösta är ett av Gösta Serlachius konststiftelses två museer i Mänttä i Finland. 
Gösta ligger i Joenniemi herrgård vid stranden av sjön Melasjärvi, vars huvudbyggnad ritades av Jarl Eklund och stod färdig 1935. Museet öppnades 1945 och konststiftelsen köpte byggnaden och parken 1972. År 2014 öppnade museet nya angränsande lokaler med en bruttoyta på 4.700 kvadratmeter i "Göstas paviljong", vilket femdubblade museets utställningsyta. Göstas paviljong är helt byggd i trä och ritades av Boris Bežan, Héctor Mendoza Ramirez och Mara Partida Muñoz på det spanska arkitektkontoret MX_SI. Byggnaden nominerades till Mies van der Rohepriset 2014.
Gösta ägs av Gösta Serlachius konststiftelse, som grundades 1933 av Gösta Serlachius. Det har en av de mest betydande privata konstsamlingarna i Norden. Samlingen består huvudsakligen av finländska verk från slutet av 1700-talet till 1950-talet och gamla europeiska målningar från 1400-talet till 1800. Den mest värdefulla delen består av konst från den finländska guldåldern av konstnärer som Albert Edelfelt, Akseli Gallen-Kallela, Hugo Simberg, Magnus Enckell, Helene Schjerfbeck, Victor Westerholm, Maria Wiik, Emil Wikström och Ville Vallgren. 
I parken mot sjön Melasjärvi finns skulpturer av Harry Kivijärvi, efter en donation 1972.

## Bildgalleri

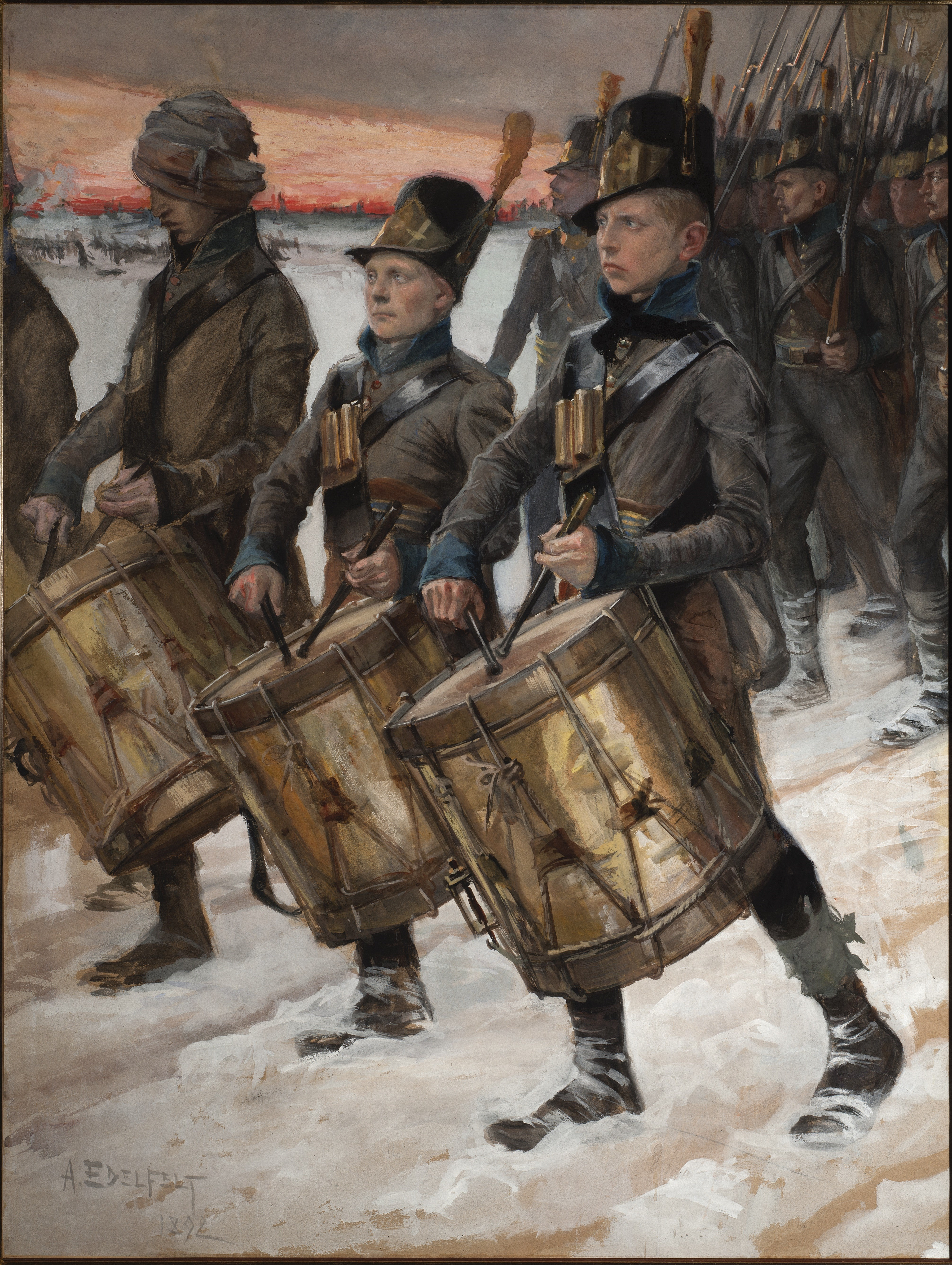
Albert Edelfelts Björneborgarnas marsch, 1892
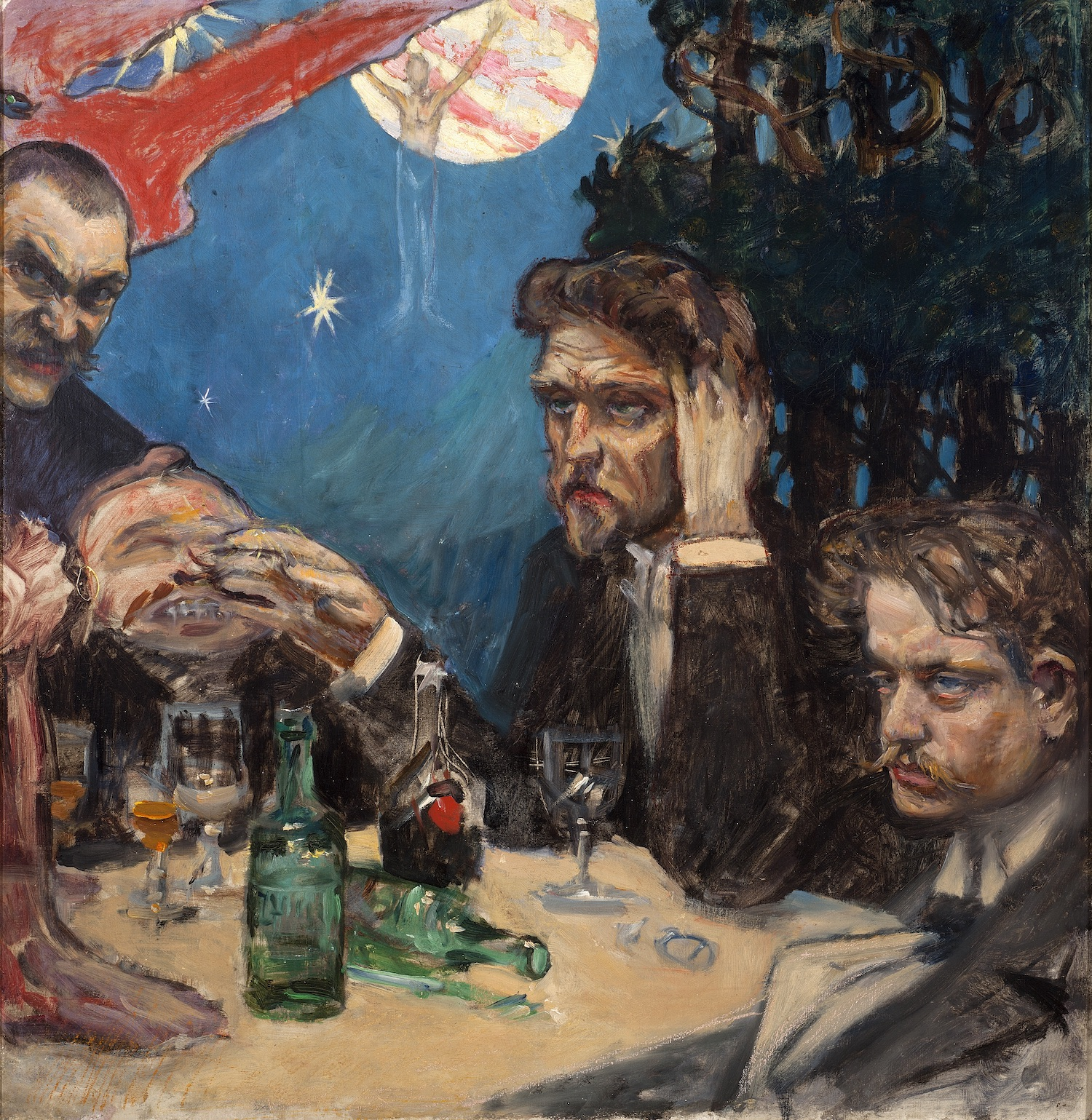
Akseli Gallen-Kallelas Symposion, 1894
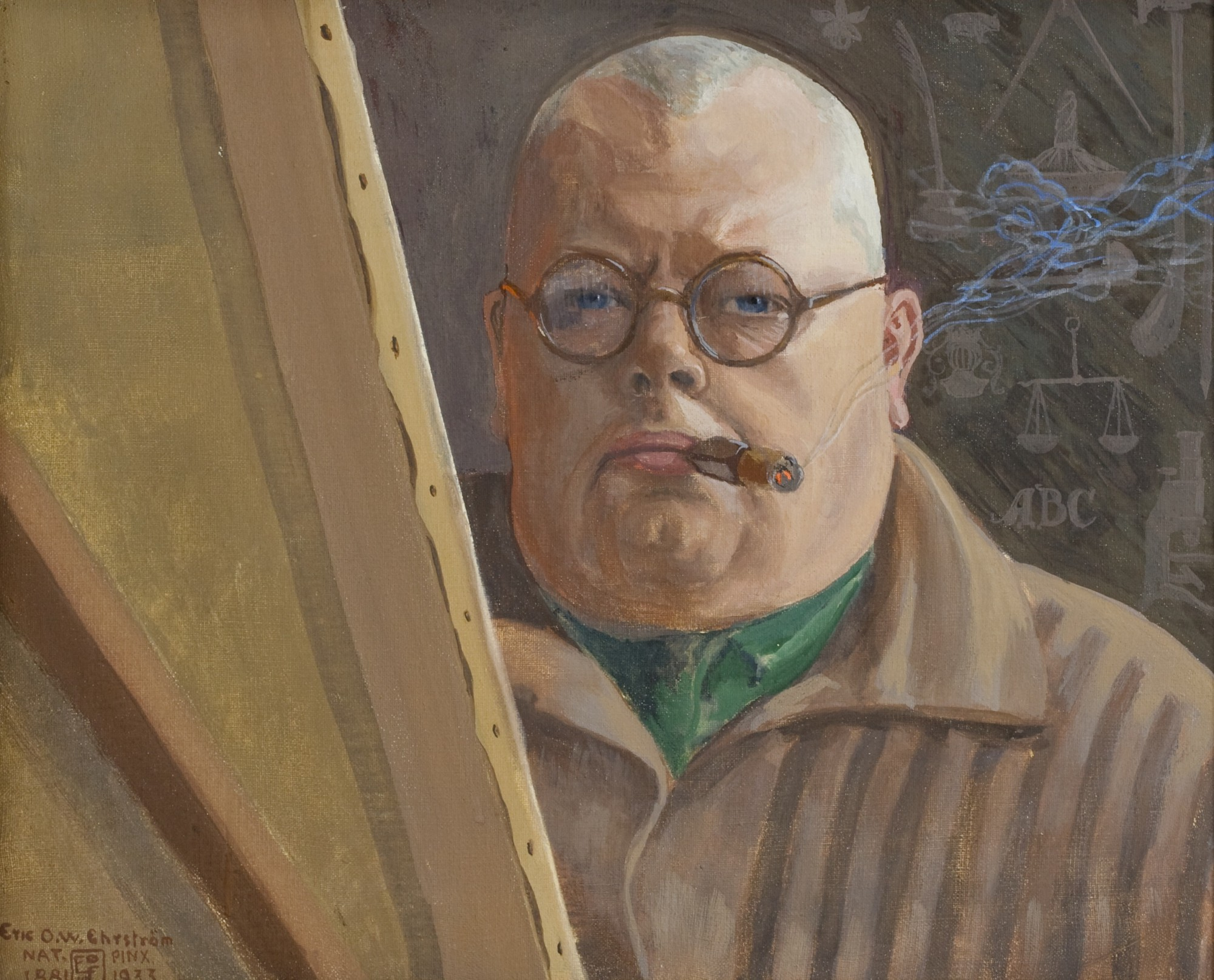
Självporträtt av Eric Ehrström
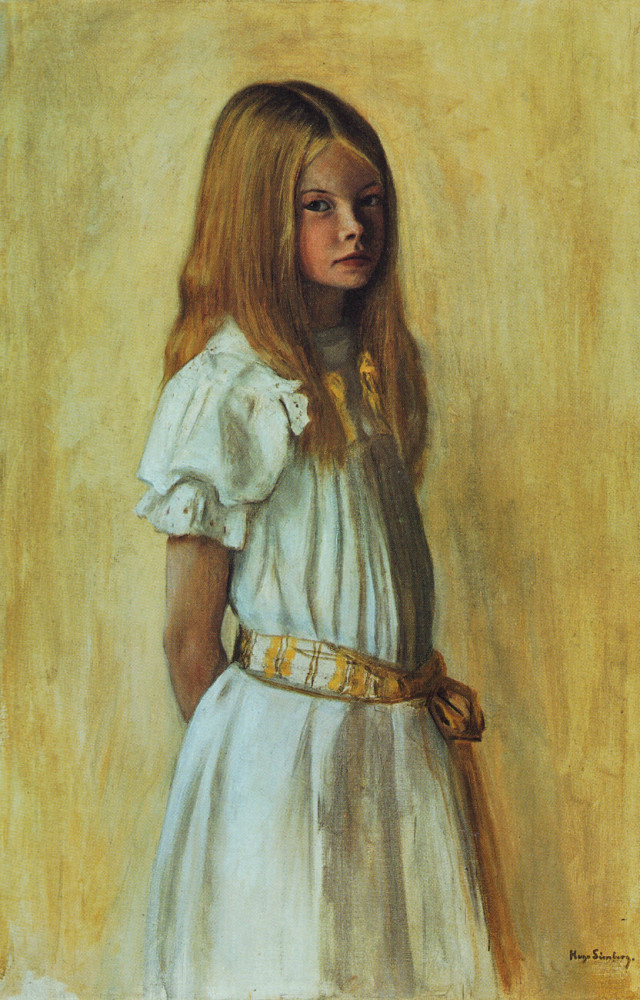
Hugo Simbergs porträtt av Gertrud Gadd
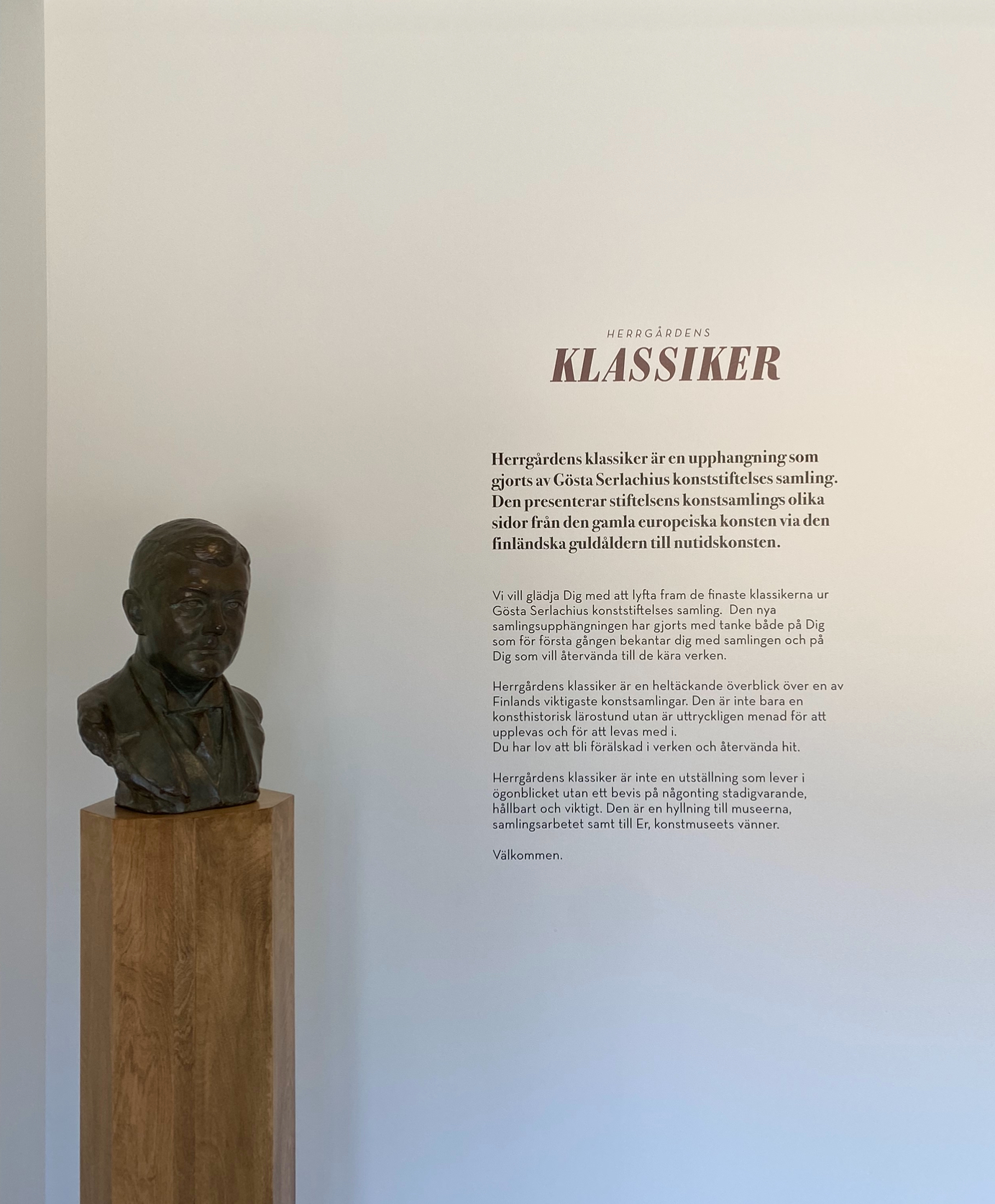
Infotext om utställningen i herrgården.